# Apamea ruficauda
Apamea ruficauda är en fjärilsart som beskrevs av Victor Ivanovitsch Motschulsky 1866. Apamea ruficauda ingår i släktet Apamea och familjen nattflyn. Inga underarter finns listade i Catalogue of Life.